# 扎戈爾比
49°53′19″N 23°3′46″E / 49.88861°N 23.06278°E
扎戈爾比（烏克蘭語：Загорби），是烏克蘭西部的村莊，隸屬利維夫州的亞沃里夫區。該村始建於1940年，面積0.1平方公里，海拔高度191米，2015年人口266。